# Ahora soy rico
Ahora soy rico es una película de drama mexicana de 1952 escrita y dirigida por Rogelio A. González y protagonizada por Pedro Infante, Antonio Aguilar, Marga López e Irma Dorantes.

## Argumento
Pedro González recurre al hombre a quien había robado para comprar las medicinas de su hijo, Antonio. El le ofrece trabajo y pronto Pedro se encuentra en una mejor posición económica, pero este cambio trae consigo excesos, vanalidades y perdición ya que a pesar de tener dinero, guarda en su corazón resentimiento con la figura de Dios por la muerte de su hijo y vergüenza que le recuerda su cojera. Su esposa Marga siempre está a su lado intentando ayudarlo y comprenderlo, a pesar de ello Pedro la engaña. Después de momentos de confusión y perdón Pedro y Marga viven una segunda luna de miel esperando a un próximo hijo pero llega una noticia inesperada; su amigo y benefactor, Antonio es apresado por líos de ventas ilegales de droga, líos de los que Pedro era autor bajo amenaza de unos maleantes. Su esposa al enterarse de la verdad le pide que se entregue a las autoridades, Pedro escapa pidiéndole perdón. La culpa lo persigue hasta que descubre la verdad del crimen que había cometido en el pasado. Pedro regresa con su esposa y decide entregarse, ya en el final, su amigo Antonio saliendo del reclusorio lo observa, con una mirada de decepción, Pedro hace lo suyo con mirada de vergüenza, cuando están a un centímetro de cercanía ambos sonríen y se abrazan, Pedro le pide perdó y que cuide a su hijo y se despide de su esposa. Antonio le jura a Marga que se hará justicia y Pedro queda internado caminando bajo el horizonte gris.

## Reparto
- Pedro Infante - Pedro González
- Marga Lopez - Marga
- Andrés Soler - Chema Pérez
- Irma Dorantes - Chiqui, nieta de Tachito
- Eduardo Alcaraz - Dr. Velasco
- Antonio Aguilar - Tony Merino.
- Arturo Soto Rangel como Zapatero
- Gilberto González como Damián
- Gloria Mestre como Salomé
- Antonio R. Frausto como Tachito
- Carlos Riquelme como Doctor

No acreditados
- Julio Ahuet como Policía
- Guillermo Bravo Sosa como El angosto
- Mario García 'Harapos' como El pocho
- María Gentil Arcos como Trabajadora
- Jorge Martínez de Hoyos como Vendedor
- Pepe Martínez como El químico
- Jorge Mistral como Hombre en playa
- Luis Mussot como Espectador
- Juan Orraca como Don Antonio
- José Pardavé como Borrachito
- Ignacio Peón como Anciano velador
- Julio Sotelo como Anunciador
- Jorge Treviño como Tendero
- Alfredo Varela padre como Policía
- Hernán Vera como Tortero